# Afonso Dhlakama

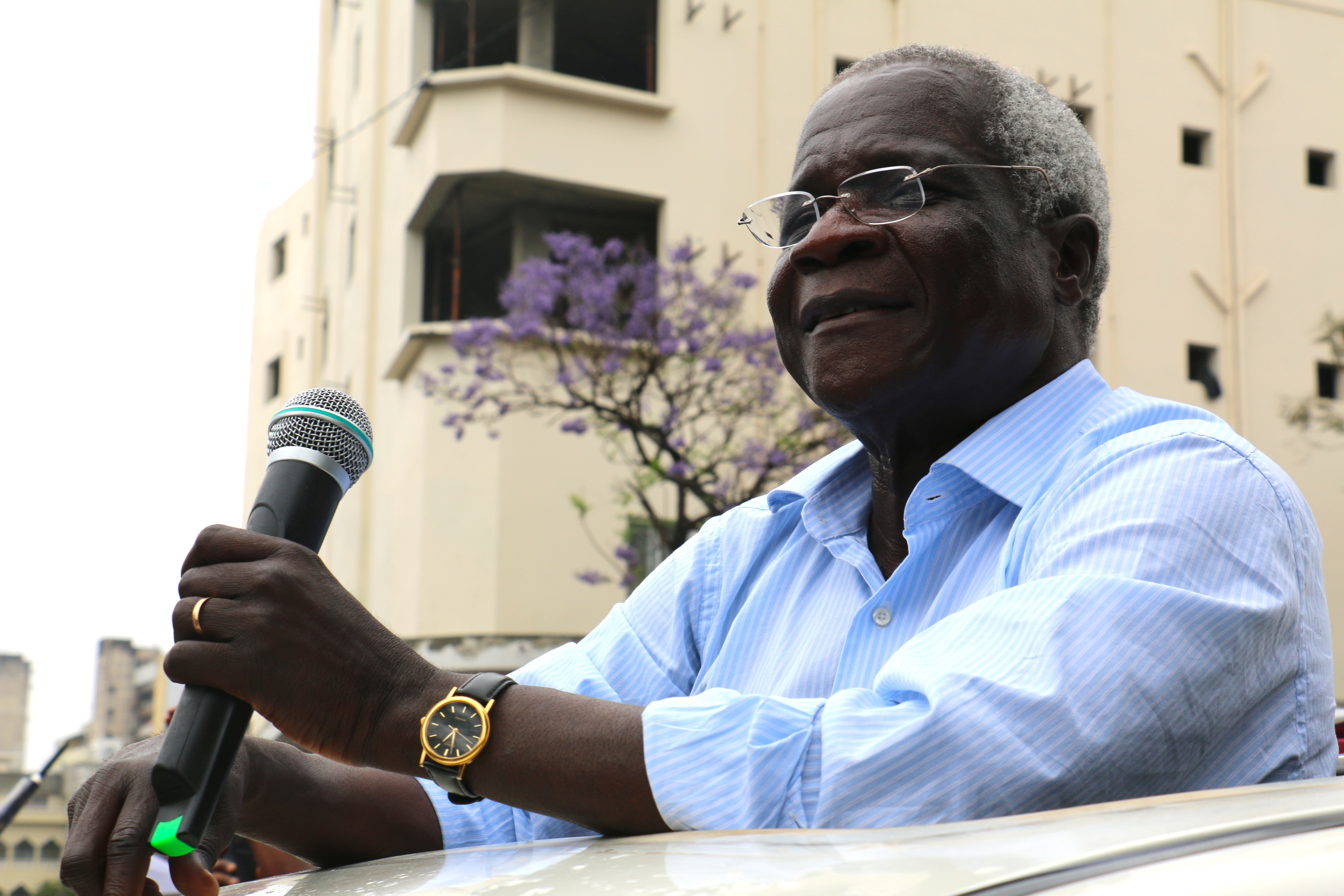
Afonso Dhlakama.

Afonso Dhlakama (1 januari 1953 – 3 mei 2018) was een Mozambikaans politicus. 
Dhlakama studeerde aan het rooms-katholieke seminarium. In 1973 sloot Dhlakama zich aan bij FRELIMO (Bevrijdingsfront van Mozambique), maar een jaar later werd hij tijdens een anti-corruptiecampagne uit de beweging gezet.
In 1976 sloot Dhlakama zich aan bij het door de Rhodesische regering gesteunde RENAMO dat een guerrillastrijd uitvocht met de Mozambikaanse FRELIMO-regering. In 1978 volgde hij Andre Mtsangaissa op als voorzitter van RENAMO. In 1980 werd Rhodesië onafhankelijk onder de naam Zimbabwe en nam Zuid-Afrika de steun aan RENAMO over. In 1984 sloten de Mozambikaanse en Zuid-Afrikaanse regering een overeenkomst waarin werd besloten dat Zuid-Afrika haar steun aan RENAMO staakte en de Mozambikaanse regering op haar beurt de steun aan het ANC stopzette. In het geheim bleef Zuid-Afrika echter RENAMO steunen.
In 1987 nam Dhlakama het presidentschap van de Nationale Raad, een tegenregering, op zich. 
In 1990 begonnen er onderhandelingen tussen RENAMO en de FRELIMO-regering die in 1992 resulteerden in een wapenstilstand (augustus) en in een vredesakkoord (oktober). RENAMO werd door de Mozambikaanse regering erkend als een legale oppositiepartij. Dhalakama werd vervolgens in het parlement gekozen.
In 1994, 1999, 2004 en 2009 was Dhlakama presidentskandidaat. Steeds werd hij verslagen door de kandidaat van FRELIMO.
Hij overleed na een hartaanval op 65-jarige leeftijd.